# Brückberg (Wuppertal)
Brückberg ist eine Ortslage im Wuppertaler Wohnquartier Beyenburg-Mitte im Stadtbezirk Langerfeld-Beyenburg. Der Name Brückberg ist als eigenständige Bezeichnung für diese Ortslage mehrheitlich nicht mehr im Bewusstsein der Bevölkerung vorhanden.

## Etymologie und Geografie
Der Name Brückberg ergibt sich aus der Lange am Berghang oberhalb der Beyenburger Brücke.
Die Ortslage liegt auf 214 m ü. NHN oberhalb der Trasse der Wuppertalbahn südwestlich des ehemaligen Beyenburger Bahnhofs im Bereich der heutigen Straßen Am Kriegermal und Rentmeistersfeld. Benachbarte Ortslagen sind neben dem westlichen Teil Beyenburgs die Beyenburger Lohmühle, In der Grüne, Beyenburger Brücke, Steinhaus, Scharpenstein, Siepenplatz und Mosblech. 

## Geschichte
1715 verzeichnete Erich Philipp Ploennies in seinem Werk Topographia Ducatus Montani den Hof als br.berg. Auf der Topographischen Aufnahme der Rheinlande von 1824 ist der Ort als Bruckberg und auf der Preußischen Uraufnahme von 1843 unbeschriftet verzeichnet.
1815/16 lebten neun Einwohner im Ort. 1832 war Brückberg Teil der Honschaft Walbrecken, die nun der Bürgermeisterei Lüttringhausen angehörte. Der laut der Statistik und Topographie des Regierungsbezirks Düsseldorf als Weiler bezeichnete Ort besaß zu dieser Zeit vier Wohnhäuser und ein landwirtschaftliches Gebäude. Zu dieser Zeit lebten 28 Einwohner im Ort, fünf katholischen und 23 evangelischen Glaubens.
Der von der Beyenburger Brücke kommende Heerweg Köln–Dortmund führte im Mittelalter und der frühen Neuzeit bei Brückberg den Berg hinauf. Südlich Brückbergs ist noch ein Hohlweg der Altstraße vorhanden.